# Рёриг, Георг
Георг Рёриг (нем. Georg Rörig, полное имя Georg Friedrich Carl Rörig; 1864—1941) — немецкий учёный-зоолог, пионер защиты птиц.

## Биография
Родился 31 октября 1864 года в силезском городе Глогув, ныне в Польше, в семье железнодорожного служащего Августа Рёрига (August Wilhelm Rörig) и его жены Иды Рёриг (Ida Johanna Marie Rörig).
После посещения гимназии Генриха Шлимана в Берлине в 1883 году и средней школы в Эрфурте в 1884 году, Георг получал с 1884 по 1887 год сельскохозяйственное образование. С 1887 по 1891 год он изучал естественные и сельскохозяйственные науки в Университете Галле, где сдал государственный экзамен на учителя сельскохозяйственных школ в 1891 году. 2 марта 1892 года получил сертификат докторской степени.
В 1893 году Георг Рёриг стал ассистентом в Зоологическом институте сельскохозяйственного университета (Zoologischen Institut der Landwirtschaftlichen Hochschule) в Берлине. Затем работал профессором растениеводства в Университете Кенигсберга и 1 мая 1898 года стал научным сотрудником Императорского биологического центра сельского и лесного хозяйства в Далеме, Штеглиц-Целендорф.
В 1899 году во время пребывания в Росситтене предложил Иоханнесу Тинеманну основать орнитологический центр и впоследствии оказал поддержку в создании Росситтенского орнитологического центра — первого немецкого орнитологического учреждения.
9 апреля 1909 года был принят в члены Немецкой академии наук Леопольдина. В этом же году министр сельского хозяйства Венгрии сделал его почетным членом Королевского венгерского орнитологического центра.
В 1918 году Георг Рёриг, дослужившись до тайного советника, ушел на заслуженный отдых с поста главы зоологического отдела Императорского биологического центра сельского и лесного хозяйства.
Умер 26 мая 1941 года в саксонском городе Гёрлиц.
С 27 сентября 1893 года Георг Рёриг был женат на Адель Алвин из Франкфурта-на-Майне (Adele Franziska Alwine, урождённая De Barÿ, род. 7 октября 1873).